# أيدان والش
أيدان والش (بالإنجليزية: Aidan Walsh)‏ هو لاعب قذف أيرلندي، ولد في 23 يناير 1990 في كورك في جمهورية أيرلندا.